# Guadalmez
Guadalmez es un municipio y localidad española de la provincia de Ciudad Real, en la comunidad autónoma de Castilla-La Mancha. El término municipal, ubicado en la comarca del Valle de Alcudia, tiene una población de 707 habitantes (INE 2024).

## Geografía
Integrado en la comarca de Valle de Alcudia, se sitúa a 128 km de la capital provincial. El término municipal está atravesado por la carretera nacional N-502, entre los pK 325 y 329, además de por una carretera local que conecta con el municipio de Capilla, en la provincia de Badajoz. 
El relieve es bastante variado, pues en el territorio confluyen tres grandes comarcas pertenecientes a diferentes comunidades autónomas: Valle de Alcudia (Castilla-La Mancha), La Serena (Extremadura) y Los Pedroches (Andalucía). Además, las estribaciones de Sierra Morena se extienden por el sur, marcando el límite con la provincia de Córdoba. El río Guadalmez atraviesa el territorio de sureste a noroeste, hasta su confluencia con el río Zújar. 
Los montes que circundan el valle del río forman parte de sierras bajas. Al norte destacan la sierra de las Hoyuelas y la sierra de Peña Barriga, que separan el valle del Guadalmez del valle del arroyo del Tamujar. En esta zona, la Peña de Doña Justa alcanza los 803 m. Por el sur, una serie de montes sirven de separación con Los Pedroches, destacando el cerro Prieto (541 m) y el cerro de la Plata (529 m). Por el oeste, otra serie de montes hacen de límite con La Serena, destacando el cerro Abulagar (566 m). La altitud del municipio oscila entre los 803 m (Peña de Doña Justa) y los 350 m a orillas del río Guadalmez. El pueblo se alza a 362 m sobre el nivel del mar.
| Noroeste: Capilla (Badajoz) | Norte: Chillón               | Noreste: Chillón                 |
| Oeste: Capilla (Badajoz)    |                              | Este: Chillón                    |
| Suroeste: El Viso (Córdoba) | Sur: Santa Eufemia (Córdoba) | Sureste: Santa Eufemia (Córdoba) |

### Clima
El valle del Guadalmez, del que algunos han llegado a afirmar que cuenta con un auténtico microclima por su escarpada orografía, disfruta de un clima mediterráneo continentalizado, donde la temperatura media anual oscila entre los 15 y 17 °C, obtenida entre el promedio de 5 a 8 °C del mes más frío, y el de 25 a 27 °C del mes más cálido y con una duración media del período de heladas de cuatro a cinco meses. Datos, todos ellos, que otorgan al municipio de Guadalmez la cualidad de poder presumir de ser el pueblo con la temperatura media anual más alta de toda la provincia de Ciudad Real.

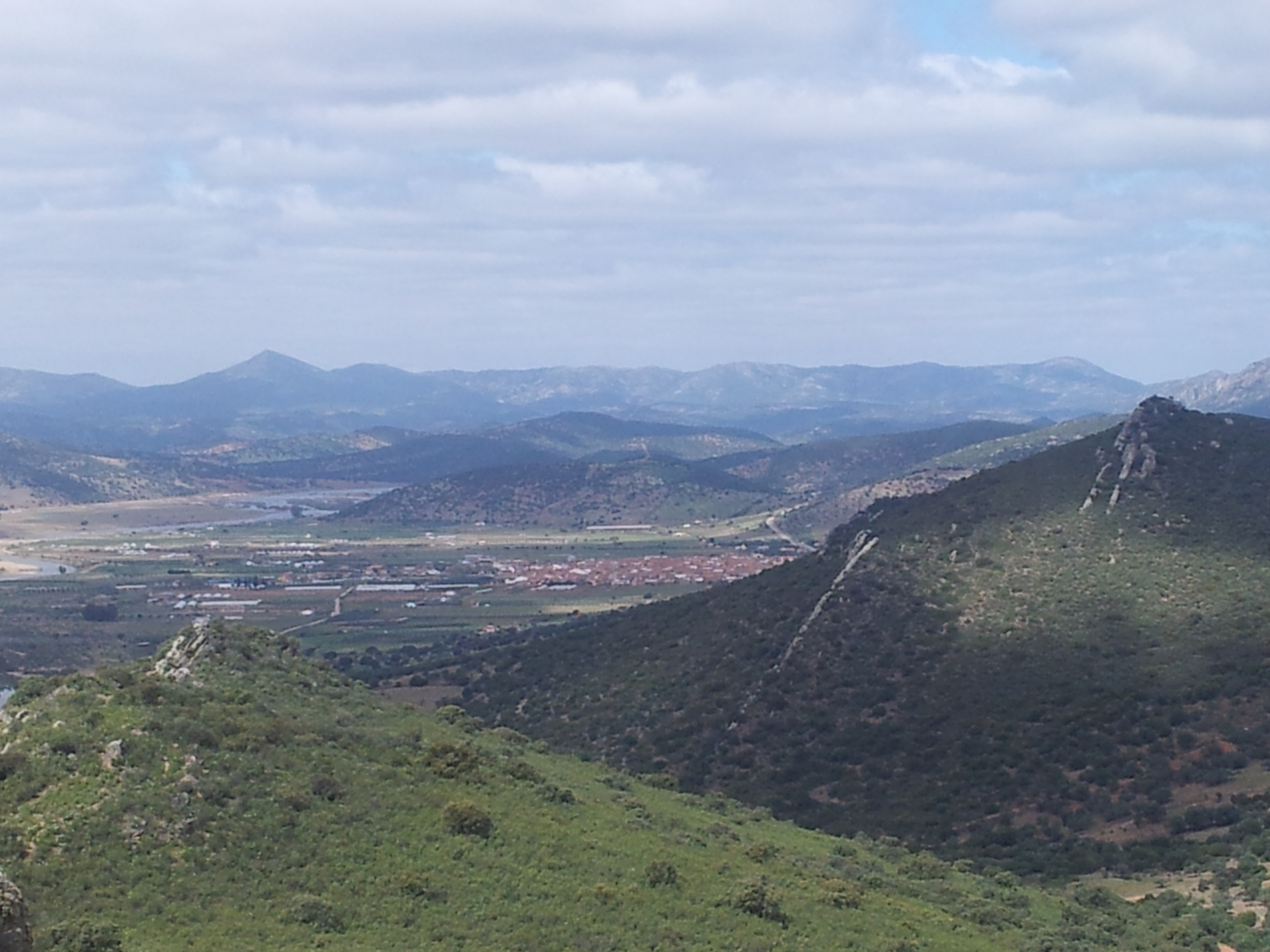
Valle de Guadalmez

A estas altas temperaturas se añade un elemento más, la lluvia, con unos índices de precipitación media anual que varía entre los 500 y los 700 mm, repartidos durante el invierno (con un 38 %), la primavera (29 %) y el otoño (27 %), extendiéndose el período seco de cuatro a cinco meses, intervalo que supera con creces la duración de la estación estival. Temperaturas elevadas y lluvias poco generosas, que originan una evotranspiración media anual comprendida entre los 900 a 1000 mm, y por tanto, dando como resultado un déficit anual respecto a la humedad de la tierra de 500/600 mm.
Todos estos valores, analizados desde la perspectiva de la clasificación agroclimática de Papadakis, nos definen unos inviernos tipo avena cálido y unos veranos tipo algodón más cálido, quedando comprendida la potencialidad agroclimática de la tierra entre los valores 15 y 20 del índice climático de potencialidad agrícola de L. Turc en secano, y los valores 50 y 60, uno de los mayores de toda la península, en regadío, lo que equivale a unas 9 a 12 toneladas métricas de materia seca por hectárea y año en secano y de 30 a 36 en regadío.

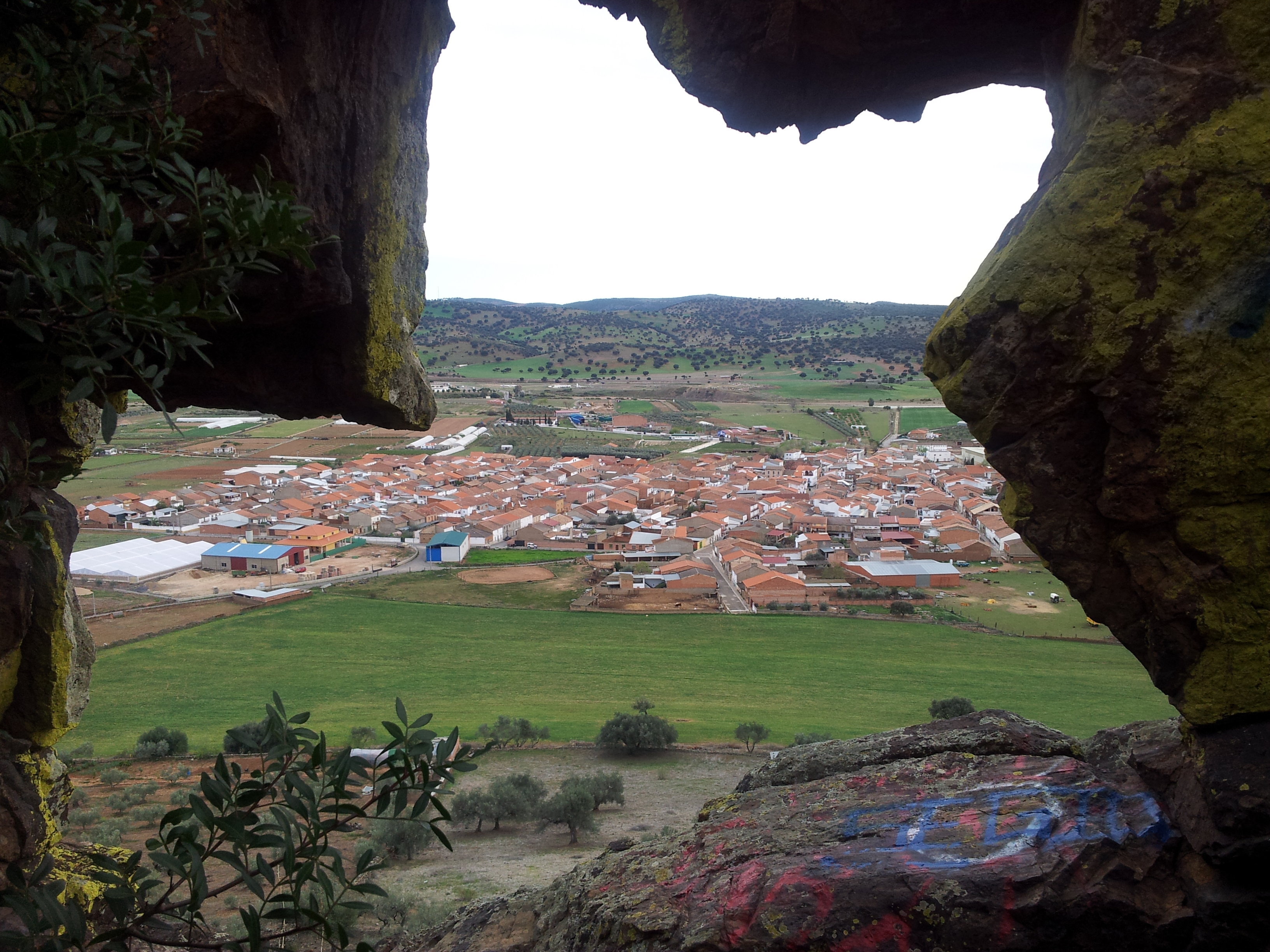
Guadalmez desde la Peña del Cuervo

## Vegetación
Este clima y este suelo van a desarrollar una vegetación que se puede encuadrar en la provincia botánica Luso-Extremadurense y dentro del piso bioclimático mesomediterráneo, que va a dar origen a los acebuches, espinos, piruétanos, lentiscos, romero, cantueso, aulaga, cornicabra, jara pringosa y enebro en la solana de sus montes y sierras; y a los helechos, ruscos, peonías, durillos, madroños, alcornoques, robles melojos o rebollos y quejigos, en las umbrías.
El árbol que va a reinar sobre estas tierras será la encina y, por ello, el complejo vegetal más importante lo constituirá el encinar, que se extiende por todo el valle. En las márgenes del río Guadalmez y de los arroyos crecerán fresnos, álamos, tarayes, sauces, adelfas, zarzas, tamujos, juncos, aneas, rosáceas, nenúfares y ranúnculos.

## Historia
Los primeros indicios de población en el valle del Guadalmez en Ciudad Real, datan de la Edad del Bronce, en torno a unos 1000 años a. C.], pues de ese momento parecen ser las pinturas rupestres que decoran sus sierras y varias estelas funerarias, halladas junto al río, del tipo extremeño y clara influencia tartésica, que los especialistas encuadran entre finales del siglo IX y comienzos del siglo VIII a. C. Debido a la riqueza minera de la comarca, el valle no sólo estuvo bajo la influencia de Tartesos, sino que también romanos y visigodos habitaron sus tierras, como queda patente en las antiguas ruinas que se levantan en el lugar conocido en la actualidad como "Los Balasanes" y en los restos de la “villae” de La Tejera. Pero no será hasta la época musulmana cuando de nuevo volvamos a constatar la presencia humana en el valle. A esta etapa corresponde el yacimiento de "La Calera", en la ladera del cerro Abulagar, donde se encontró un cuenco con decoración epigráfica que repetía el vocablo Al Malik (El Rey), de clara pertenencia a las manufacturas reales del período de Medina Azahara, es decir, del siglo X. Con el inicio de la conquista cristiana de la comarca, el río Guadalmez se convierte en frontera entre los territorios cristiano y musulmán, siendo la época en la que se construye el castillo de Aznaharón, en el paso de Toledo a Córdoba y los castillos de Vioque, Chillón, Madroñiz, Santa Eufemia, Mochuelos, etc.

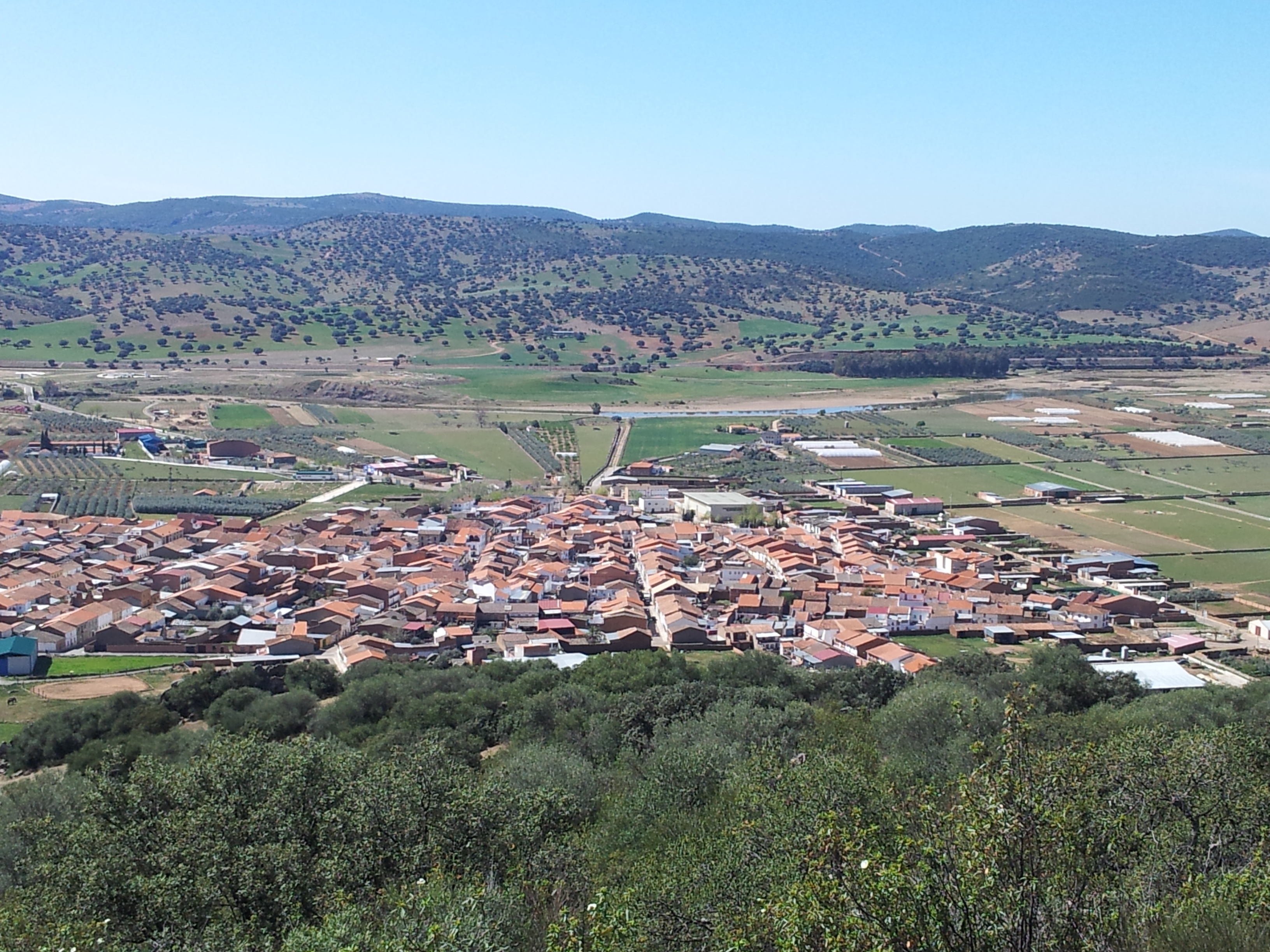
Guadalmez

Conquistada definitivamente la zona por Fernando III hacia 1227, y tras la toma de la ciudad de Córdoba, estas tierras pasarán a formar parte del Concejo cordobés, aunque varios serán sus dueños hasta que en 1370 sean compradas por Diego Fernández de Córdoba a Sancho de Castilla, hermano de Enrique II, por 6000 doblas de oro. En 1375 quedará constituido sobre ellas el Mayorazgo de los Alcaides de los Donceles (de la familia de los Fernández de Córdoba), y en torno a esa época, la población, que antes se encontraba encastillada en Aznaharón, bajará al valle y levantará un pequeño asentamiento, Las Casas de Domingo Estevan, que con el tiempo pasará a denominarse Aldea de Guadarmes, apareciendo con tal denominación en un documento de septiembre de 1452, y quedando unida a la villa de Chillón, su matriz.
En 1516, Don Diego Fernández de Córdoba y Arellano, I marqués de Comares y Alcaide de los Donceles, entregará a los habitantes de la aldea la Carta de Censo Enfitéutico, auténtico fuero agrario, a través de la cual donará la Vega de Valdesapos y demás quintos unidos a ella, para siempre jamás, a los moradores del lugar habidos y por haber, a cambio de una renta anual de 30 000 maravedís.

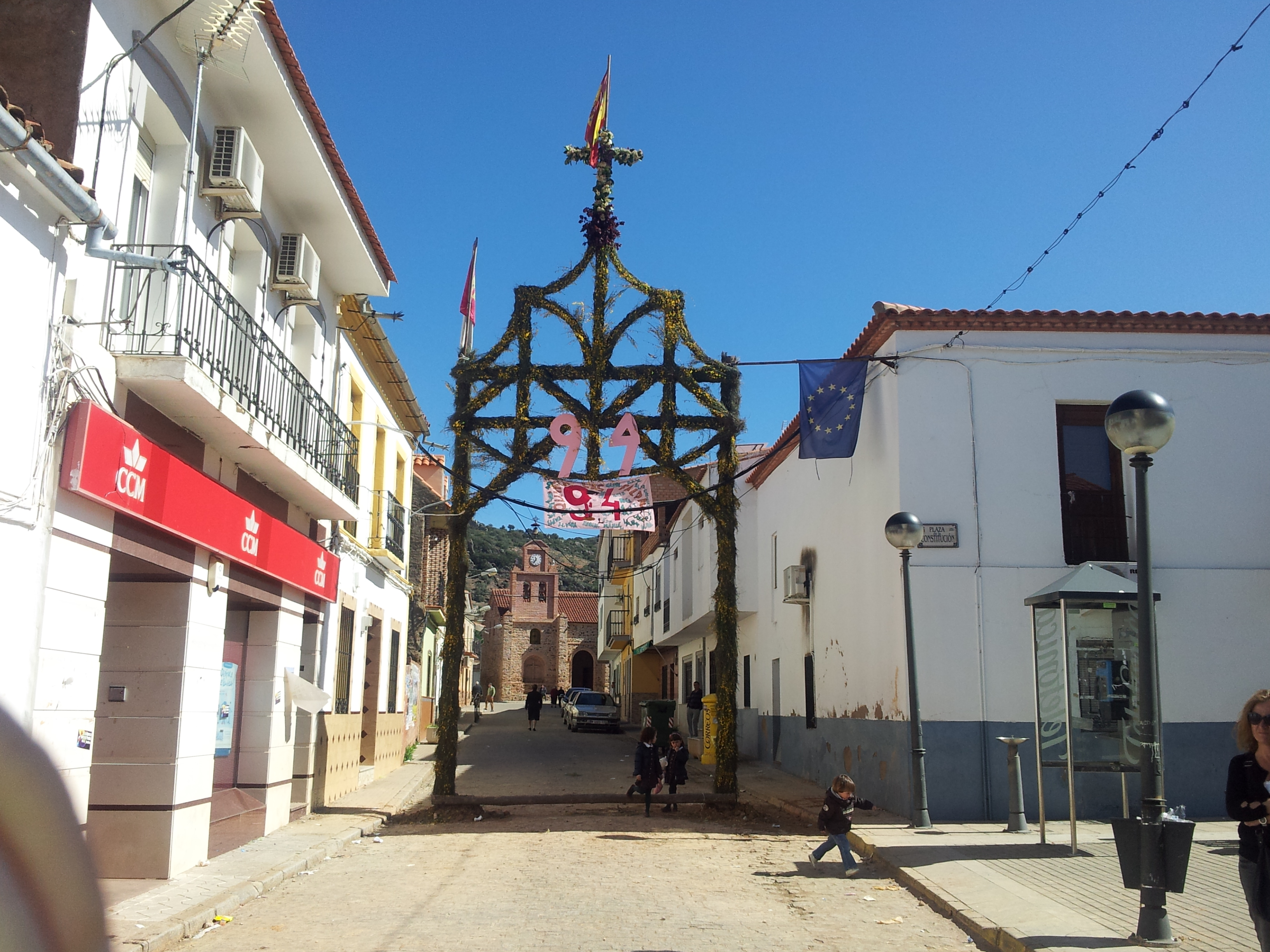
Arco de los Quintos

Entre los guadalmiseños, que animados con la conquista del continente americano, se atrevan a cruzar el Atlántico, habría que mencionar la gesta de Juan García de la Hinojosa, quien un 25 de septiembre de 1513, acompañará a Vasco Núñez de Balboa en el descubrimiento del océano Pacífico.
Tras la muerte sin descendencia del último marqués de Comares, Guadalmez pasará a manos de los duques de Medinaceli, quienes en 1799 venderán su señorío de Chillón a la Corona. Y en 1833, la aldea, que hasta esa época había pertenecido al antiguo Reino de Córdoba, será encuadrada dentro de la nueva provincia de Ciudad Real y de su Obispado.
Por fin, y tras ser abortadas varias iniciativas separatistas, iniciadas en 1869, la aldea conseguirá segregarse de la villa de Chillón en 1927, constituyéndose desde entonces en municipio independiente en la provincia de Ciudad Real.

## Demografía
Guadalmez cuenta con una población de 707 habitantes (INE 2024).
| Gráfica de evolución demográfica de Guadalmez entre 1930 y 2021 |
| |
| Población de derecho según los censos de población del INE Población de hecho según los censos de población del INEEntre el censo de 1930 y el anterior, aparece este municipio porque se segrega del municipio Chillón |

Población menguante debido a la emigración hacia las grandes ciudades que se empezó a producir desde la década de 1960. De los 1.580 habitantes censados en 1930, llegó a alcanzar los 2.432 en 1960, para ir descendiendo desde entonces hasta los 813 censados en 2015. 
| 1,580                                       | 1,799 | 2,203 | 2,432 | 1,615 | 1,187 | 1,116 | 1,049 | 874 | 906 | 813 | 731 |
| (Fuente: Instituto Nacional de Estadística) |       |       |       |       |       |       |       |     |     |     |     |

 Instituto Nacional de Estadística

## Patrimonio
- Iglesia parroquial de San Sebastián (siglo XV): debido a la pobreza de los materiales utilizados, la iglesia ha sufrido continuas reparaciones.
- Puente de las Arenas (siglo XIX): Construcción civil de seis ojos de medio punto sostenidos por tajamares cilíndricos, sobre el río Guadalmez.
- Cueva del Candil: Gruta, situada en la sierra de La Moraleja. En sus paredes son visibles aún los contornos de las viejas pinturas rupestres y es muy probable que fuera habitada durante el Neolítico.

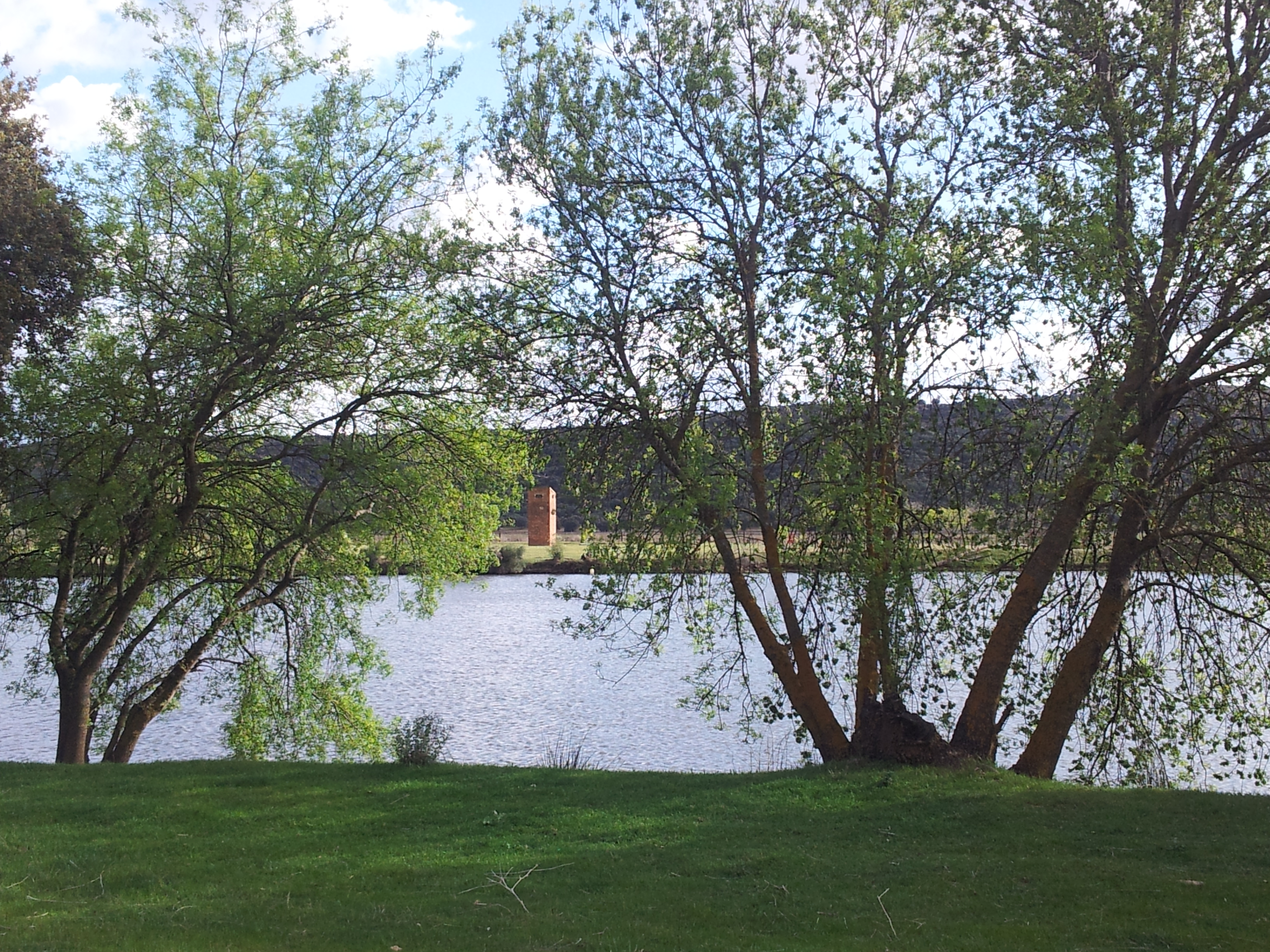
Río Guadalmez

## Fiestas
- San Sebastián: 20 de enero (patrón de la parroquia).
- Los Quintos: Sábado de Gloria y Domingo de Resurrección (Semana Santa).
- Cruces de Mayo: Tradicionalmente, el 3 de mayo las Cruces y el 4 La Comilona. Actualmente, el primer fin de semana de mayo.
- San Isidro: Aunque se celebra el 15 de mayo. Actualmente para que los que viven fuera puedan participar en la romería se celebra en sábado más cercano al día 15.
- Fiesta del emigrante: 10 de agosto
- Feria y fiestas en honor de Nuestra Señora del Rosario: Del 11 al 13 de agosto (Patrona de Guadalmez).
- Fiestas del Cristo: 14 de septiembre y días adyacentes.

## Personas notables
- Juan García de la Hinojosa.